# Hen, hen
Hen, hen – singel zapowiadający Vena Amoris, piąty album solowy Anity Lipnickiej. Ukazał się we wrześniu 2013.

## Notowania
| Lista                             | Pozycja |
| --------------------------------- | ------- |
| Lista przebojów z charakterem RDC | 4       |
| Złota Trzydziestka Radia Koszalin | 7       |
| Lista Przebojów Trójki            | 10      |
| Lista przebojów RagaTop           | 16      |

## Teledysk
Wideoklip miał premierę w serwisie YouTube 7 października 2013.